# Sanzione
La sanzione, in diritto, è una conseguenza sfavorevole prevista per chi non rispetti una norma giuridica. In generale, consiste nella limitazione di diritti per l'inosservanza del comportamento prescritto, prevedendo una sanzione volta a scoraggiarla. Va detto che, se la maggioranza delle norme di condotta è assistita da una sanzione, vi possono essere anche obblighi e doveri non sanzionati; in casi come questi nel diritto romano si parlava di leges imperfectae (norme imperfette) in contrapposizione a quelle perfectae assistite da sanzione. 
Il dovere, posto in capo a un soggetto, di sottostare alla sanzione è detto responsabilità. Normalmente il soggetto sul quale grava la responsabilità è lo stesso che ha commesso l'illecito; vi possono, però, essere casi in cui l'ordinamento ritiene un soggetto responsabile per l'illecito commesso da un altro, in virtù di una certa relazione intercorrente tra i due: ne è un esempio la responsabilità collettiva - in cui tutti i membri di una collettività sono ritenuti responsabili per l'illecito commesso da uno o alcuni di loro - tipica degli ordinamenti primitivi, che sopravvive nel diritto internazionale (si pensi alla guerra). 
Il soggetto sul quale grava la responsabilità può essere una persona fisica o giuridica. Un principio tradizionale, espresso dal brocardo "societas delinquere non potest", vuole che le sanzioni penali possano essere comminate solamente a persone fisiche; molti ordinamenti lo hanno superato, mentre in Italia è ancora in vigore, sebbene attenuato in qualche modo dopo l'introduzione, nel 2001, di una forma di responsabilità penale degli enti. 
La sanzione, prevista (o, come si suol dire, comminata) dalla norma in via generale e astratta, è inflitta (o irrogata) al soggetto responsabile di un illecito concretamente accertato, dall'autorità cui l'ordinamento ha attribuito il relativo potere; negli ordinamenti statali è tipicamente un giudice, ma può essere anche un organo della pubblica amministrazione. Negli ordinamenti primitivi, invece, e tuttora nell'ordinamento internazionale, l'applicazione della sanzione è lasciata al soggetto offeso dall'illecito (o al suo gruppo), il quale si fa in questo modo giustizia da sé (autotutela). Solitamente le sanzioni sono date unilateralmente ai Paesi non allineati.

## Sanzioni risarcitorie e punitive
La sanzione può essere risarcitoria, cioè finalizzata a reintegrare il danno subito da un altro soggetto in conseguenza dell'illecito, oppure punitiva, finalizzata cioè all'afflizione del trasgressore: la sanzione punitiva colpisce il comportamento illecito in sé, quella risarcitoria le sue conseguenze, cercando di compensarle.
Tipico esempio di sanzione risarcitoria è l'obbligazione ex lege di risarcire il danno ingiusto causato con colpa o dolo, prevista nell'ordinamento italiano dall'art. 2043 del Codice civile; tipico esempio di sanzione punitiva è la pena, ossia la sanzione penale, prevista in conseguenza di un reato. Talvolta una sanzione può cumulare entrambe le funzioni: è il caso dei danni punitivi nei sistemi di common law.
Alla funzione riparatoria o punitiva della sanzione, si aggiunge una funzione preventiva: infatti, la certezza o, almeno, un'adeguata probabilità della sua applicazione ha l'effetto di indurre la maggior parte dei soggetti cui è destinata a evitarla, astenendosi dal comportamento illecito.

## Estensioni del concetto
Secondo la prevalente dottrina non sono sanzioni in senso proprio, anche se talvolta si usa questo termine per riferirsi a esse, la nullità, l'annullabilità e, in generale, l'invalidità o inefficacia dell'atto. In questi casi, infatti, non siamo di fronte alle conseguenze previste da una norma secondaria a seguito dell'inosservanza dell'obbligo o dovere previsto in una norma primaria ma, piuttosto, all'effetto diretto di una norma che stabilisce un onere la cui osservanza è condizione per la validità ed efficacia dell'atto.
Il concetto di sanzione viene a volte esteso facendovi rientrare non solo le conseguenze spiacevoli che l'ordinamento collega al comportamento illecito, di cui si è finora parlato (sanzioni negative), ma anche le conseguenze piacevoli che l'ordinamento collega al comportamento conforme alla norma (sanzioni positive), quali premi, incentivi, ecc. Alcuni autori considerano sanzione positiva anche la validità e l'efficacia dell'atto conforme alla norma, sicché l'invalidità e l'inefficacia non sarebbero sanzioni negative ma inapplicazione di sanzioni positive.

## Altri significati
È detto sanzione anche l'atto con il quale il monarca approva una legge adottata dal parlamento, conferendogli così efficacia. Nella monarchia costituzionale la sanzione era lo strumento attraverso il quale il monarca partecipava alla funzione legislativa; nella monarchia parlamentare, invece, la sanzione, per tradizione o per disposizione costituzionale, non può essere negata, finendo così per assumere un rilievo puramente formale e assimilarsi alla promulgazione.
Il termine viene talvolta usato anche per designare l'approvazione di un atto legislativo o amministrativo da parte dell'autorità competente (come, ad esempio, nell'espressione: "La legge ha ottenuto la sanzione del parlamento") o di un'autorità superiore con funzioni di controllo.
Queste accezioni, oggi meno frequenti, sono in realtà quelle più vicine all'etimologia del termine. Nel diritto romano, infatti, era detta sanctio la parte finale della lex che ne garantiva l'efficacia, stabilendo le conseguenze delle violazioni, oltre a contenere eventuali disposizioni di coordinamento con altre leggi.